# Sommer-Paralympics 2024/Teilnehmer (Republik Moldau)
| stlisierte Goldmedaille | stlisierte Silbermedaille | stlisierte Bronzemedaille |
| ----------------------- | ------------------------- | ------------------------- |
| —                       | —                         | —                         |

Moldau entsandte bei seiner Teilnahme zwei Athletinnen und drei Athleten zu den Paralympischen Sommerspielen 2024 in Paris. Als Fahnenträger bei der Eröffnungsfeier wurden Larisa Marinenkova und Gheorghe Spinu ausgewählt.

## Teilnehmer nach Sportart

### Leichtathletik
| Athleten       | Klassifizierung | Wettbewerb(e) | Zeit/Weite | Rang |
| -------------- | --------------- | ------------- | ---------- | ---- |
| Männer         |                 |               |            |      |
| Gheorghe Spinu | F35             | Kugelstoßen   |            |      |

### Powerlifting
| Frauen             |                |  |  |  |  |  |
| Larisa Marinenkova | 73 kg – Finale |  |  |  |  |  |

fett: Gewerteter Versuch

### Judo
| Athleten    | Wettbewerb          | 1. Runde | 1. Runde | 1. Hoffnungsrunde | 1. Hoffnungsrunde | Viertelfinale | Viertelfinale | 2. Hoffnungsrunde | 2. Hoffnungsrunde | Halbfinale | Halbfinale | Kampf um Gold/Bronze | Kampf um Gold/Bronze | Rang |
| Athleten    | Wettbewerb          | Gegner   | Ergebnis | Gegner            | Ergebnis          | Gegner        | Ergebnis      | Gegner            | Ergebnis          | Gegner     | Ergebnis   | Gegner               | Ergebnis             | Rang |
| ----------- | ------------------- | -------- | -------- | ----------------- | ----------------- | ------------- | ------------- | ----------------- | ----------------- | ---------- | ---------- | -------------------- | -------------------- | ---- |
| Frauen      |                     |          |          |                   |                   |               |               |                   |                   |            |            |                      |                      |      |
| Ina Cernei  | Klasse bis 57 kg J1 |          |          |                   |                   |               |               |                   |                   |            |            |                      |                      |      |
| Männer      |                     |          |          |                   |                   |               |               |                   |                   |            |            |                      |                      |      |
| Ion Basoc   | Klasse + 90 kg J1   |          |          |                   |                   |               |               |                   |                   |            |            |                      |                      |      |
| Oleg Cretul | Klasse bis 90 kg J1 |          |          |                   |                   |               |               |                   |                   |            |            |                      |                      |      |